# Jaime de Mora y Aragón
Jaime de Mora y Aragón (Madrid, 18 de julio de 1925 - Marbella, Málaga, 26 de julio de 1995) fue un aristócrata y actor español, jefe de la oficina de turismo de Marbella, hijo de los Marqueses de Casa Riera y hermano de Fabiola de Mora y Aragón, reina consorte de Bélgica entre 1960 y 1993.

## Biografía
Nació en el Palacio de Zurbano, la céntrica residencia de los marqueses de Casa Riera en Madrid.

Proveniente de una importante familia de la nobleza y la aristocracia española; fue el tercer hijo  de Gonzalo de Mora y Fernández del Olmo, IV marqués de Casa Riera y II conde de Mora, y de Blanca de Aragón y Carrillo de Albornoz Barroeta-Aldamar y Elio, VIII marquesa de Casa Torres, XVIII vizcondesa de Baiguer, Condesa de la Rosa (entre otros títulos). Sus hermanos fueron: María de las Nieves, condesa de Sástago, grande de España (1917-1985); Gonzalo, marqués de Casa Riera, marqués de Casa Torres, conde de Mora y vizconde de Baiguer (1919-2006); Ana María, duquesa de Lécera, grande de España (1921-2006); Fabiola, Dama divisera Hijadalgo del Ilustre Solar de Tejada y reina consorte de los belgas por su matrimonio con el rey Balduino I de Bélgica; María Luz, duquesa de Medina de las Torres, grande de España (1929-2011) y Alejandro, conde de la Rosa de Abarca (1921-2004). Familiarmente, era conocido como "Jimmy".Tras iniciar sus estudios en el Colegio Alemán de Madrid, en 1931, con la instauración de la II República se exilió con su familia fuera de España. Continuó su formación en Colegios de Inglaterra, Suiza y Francia.
Estudió las carreras de Perito Mercantil en la Universidad de Alicante, Psicología, Sociología y Psiquiatría en la Universidad de la Sorbona de París y Derecho en Universidad Princeton (Estados Unidos), carrera esta última que no llegó a terminar. Por otro lado, dominaba nueve idiomas. Regresa a España en 1940 para obtener el título universitario de peritaje mercantil en Alicante. Era Caballero Gran Cruz de la Orden de San Lázaro de Jerusalén. 
En septiembre de 1959, se casó en Palma de Mallorca con la actriz mexicana Rosita Arenas. Ambos se reinstalaron en México, donde él aprovechó el estatus que Rosita tenía en el cine para pedirle créditos monetarios a sus conocidos famosos. Cuando sus cifras de préstamos empezaron a aumentar, así como otras deudas que ya tenía, decidió huir de México y esconderse en España, abandonando a Rosita y robando y vendiendo todas sus joyas para conseguir el dinero suficiente que lo ayudara a salir del país. Transcurridos más de tres meses sin saber de él, Arenas solicitó la anulación de su matrimonio ante la ley, mismo que le fue concedido un año y medio después.
En años sucesivos cultivaría una imagen peculiar que evocaba el estereotipo del aristócrata de alta alcurnia: perilla, monóculo, bastón y traje siempre impecable definían su imagen. 

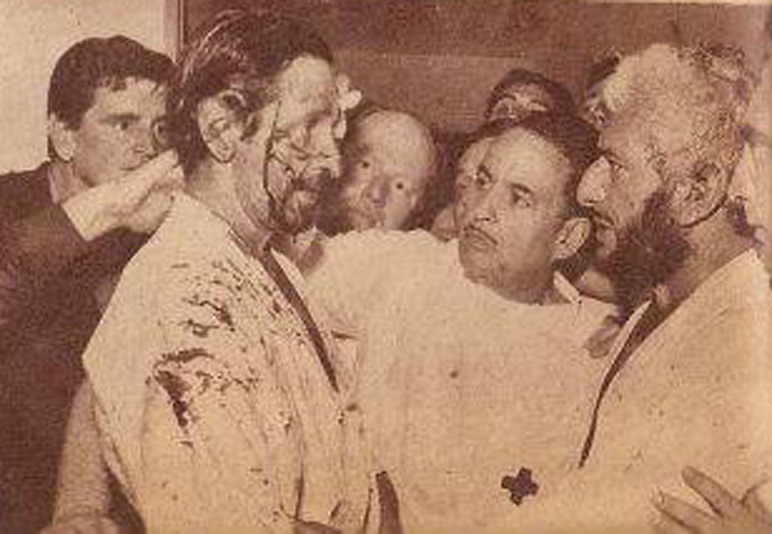
Don Jaime de Mora y Aragón (a la izquierda, con la cara cubierta con sangre de utilería) participando del espectáculo de Martín Karadagián en Argentina.

A principios de los años 60 se instala en la ciudad malagueña de Torremolinos y poco después, en 1964, en Marbella, convirtiéndose, hasta su muerte, en un peculiar promotor del turismo en la Costa del Sol, llegando a ejercer como jefe de protocolo del Ayuntamiento marbellí.
En 1969 abrió un Club denominado "Fuentes del Rodeo", donde la noche de su apertura interpretó varias canciones al piano para amenizar la velada.
Su excentricidad le llevó a probar suerte en el mundo de la interpretación, y formó una compañía teatral, con la que puso en cartel obras como Las personas decentes me asustan o Psicoanálisis de una boda.
Debuta en el cine en 1961 bajo las órdenes de Vittorio De Sica en Il giudizio universale. Durante las dos décadas siguientes intervino en una treintena de películas, habitualmente en papeles secundarios que respondían de forma sistemática al patrón del personaje excéntrico y pintoresco que era en la vida real.
Entre los títulos en los que intervino figuran Carola de día, Carola de noche (1969), de Jaime de Armiñán; El taxi de los conflictos (1969), de Mariano Ozores; Los extremeños se tocan (1970), de Alfonso Paso; Hay que educar a papá (1971), de Pedro Lazaga y algún que otro título internacional como Nicolás y Alejandra (1971), de Franklin James Schaffner.
Se casó con Margit Ohlson, con quien no tuvo descendencia. Falleció en Marbella, en el Hospital Costa del Sol, a consecuencia de un infarto.
Fue académico de la Real Academia de Bellas Artes de San Telmo y cónsul general de la República del Zaire.
Una avenida lleva su nombre en la localidad de Marbella.

## Distinciones honoríficas
- Caballero gran cruz de la Orden de San Lázaro de Jerusalén.

## Ancestros
|  |                                                                 |  |  |  |  |  |  |  |  |  |  |  |  |  |  |  |
|  | 16. Pedro de Mora y Bellsoley                                   |  |  |  |  |  |  |  |  |  |  |  |  |  |  |  |
|  |                                                                 |  |  |  |  |  |  |  |  |  |  |  |  |  |  |  |
|  |                                                                 |  |  |  |  |  |  |  |  |  |  |  |  |  |  |  |
|  | 8. Vicente de Mora y Boet                                       |  |  |  |  |  |  |  |  |  |  |  |  |  |  |  |
|  |                                                                 |  |  |  |  |  |  |  |  |  |  |  |  |  |  |  |
|  |                                                                 |  |  |  |  |  |  |  |  |  |  |  |  |  |  |  |
|  | 17. Antonia Boet y Morera                                       |  |  |  |  |  |  |  |  |  |  |  |  |  |  |  |
|  |                                                                 |  |  |  |  |  |  |  |  |  |  |  |  |  |  |  |
|  |                                                                 |  |  |  |  |  |  |  |  |  |  |  |  |  |  |  |
|  | 4. Gonzalo de Mora y Riera                                      |  |  |  |  |  |  |  |  |  |  |  |  |  |  |  |
|  |                                                                 |  |  |  |  |  |  |  |  |  |  |  |  |  |  |  |
|  |                                                                 |  |  |  |  |  |  |  |  |  |  |  |  |  |  |  |
|  | 18. Antonio Jaime Francisco Riera y Morán                       |  |  |  |  |  |  |  |  |  |  |  |  |  |  |  |
|  |                                                                 |  |  |  |  |  |  |  |  |  |  |  |  |  |  |  |
|  |                                                                 |  |  |  |  |  |  |  |  |  |  |  |  |  |  |  |
|  | 9. Rosa Riera y Rosés                                           |  |  |  |  |  |  |  |  |  |  |  |  |  |  |  |
|  |                                                                 |  |  |  |  |  |  |  |  |  |  |  |  |  |  |  |
|  |                                                                 |  |  |  |  |  |  |  |  |  |  |  |  |  |  |  |
|  | 19. Ana María Teresa Rosés y Díaz del Pedregal                  |  |  |  |  |  |  |  |  |  |  |  |  |  |  |  |
|  |                                                                 |  |  |  |  |  |  |  |  |  |  |  |  |  |  |  |
|  |                                                                 |  |  |  |  |  |  |  |  |  |  |  |  |  |  |  |
|  | 2. Gonzalo de Mora y Fernández, IV marqués de Casa Riera        |  |  |  |  |  |  |  |  |  |  |  |  |  |  |  |
|  |                                                                 |  |  |  |  |  |  |  |  |  |  |  |  |  |  |  |
|  |                                                                 |  |  |  |  |  |  |  |  |  |  |  |  |  |  |  |
|  | 20. Victorio Fernández de Lascoiti, I conde de Lascoiti         |  |  |  |  |  |  |  |  |  |  |  |  |  |  |  |
|  |                                                                 |  |  |  |  |  |  |  |  |  |  |  |  |  |  |  |
|  |                                                                 |  |  |  |  |  |  |  |  |  |  |  |  |  |  |  |
|  | 10. Tomás Vicente Fernández y Gurich                            |  |  |  |  |  |  |  |  |  |  |  |  |  |  |  |
|  |                                                                 |  |  |  |  |  |  |  |  |  |  |  |  |  |  |  |
|  |                                                                 |  |  |  |  |  |  |  |  |  |  |  |  |  |  |  |
|  | 5. María de la Concepción Fernández del Olmo, I condesa de Mora |  |  |  |  |  |  |  |  |  |  |  |  |  |  |  |
|  |                                                                 |  |  |  |  |  |  |  |  |  |  |  |  |  |  |  |
|  |                                                                 |  |  |  |  |  |  |  |  |  |  |  |  |  |  |  |
|  | 11. Antonia Juliana Faustina del Olmo y Cándano                 |  |  |  |  |  |  |  |  |  |  |  |  |  |  |  |
|  |                                                                 |  |  |  |  |  |  |  |  |  |  |  |  |  |  |  |
|  |                                                                 |  |  |  |  |  |  |  |  |  |  |  |  |  |  |  |
|  | 1. Jaime de Mora y Aragón                                       |  |  |  |  |  |  |  |  |  |  |  |  |  |  |  |
|  |                                                                 |  |  |  |  |  |  |  |  |  |  |  |  |  |  |  |
|  |                                                                 |  |  |  |  |  |  |  |  |  |  |  |  |  |  |  |
|  | 24. Manuel Miguel de Aragón e Ibáñez                            |  |  |  |  |  |  |  |  |  |  |  |  |  |  |  |
|  |                                                                 |  |  |  |  |  |  |  |  |  |  |  |  |  |  |  |
|  |                                                                 |  |  |  |  |  |  |  |  |  |  |  |  |  |  |  |
|  | 12. Miguel de Aragón y García del Mazo                          |  |  |  |  |  |  |  |  |  |  |  |  |  |  |  |
|  |                                                                 |  |  |  |  |  |  |  |  |  |  |  |  |  |  |  |
|  |                                                                 |  |  |  |  |  |  |  |  |  |  |  |  |  |  |  |
|  | 25. María de los Dolores García del Mazo y Tejo                 |  |  |  |  |  |  |  |  |  |  |  |  |  |  |  |
|  |                                                                 |  |  |  |  |  |  |  |  |  |  |  |  |  |  |  |
|  |                                                                 |  |  |  |  |  |  |  |  |  |  |  |  |  |  |  |
|  | 6. Cesáreo de Aragón y Barroeta-Aldamar                         |  |  |  |  |  |  |  |  |  |  |  |  |  |  |  |
|  |                                                                 |  |  |  |  |  |  |  |  |  |  |  |  |  |  |  |
|  |                                                                 |  |  |  |  |  |  |  |  |  |  |  |  |  |  |  |
|  | 26. Joaquín Francisco de Barroeta-Aldamar y Hurtado de Mendoza  |  |  |  |  |  |  |  |  |  |  |  |  |  |  |  |
|  |                                                                 |  |  |  |  |  |  |  |  |  |  |  |  |  |  |  |
|  |                                                                 |  |  |  |  |  |  |  |  |  |  |  |  |  |  |  |
|  | 13. María del Pilar de Barroeta-Aldamar y González de Echávarri |  |  |  |  |  |  |  |  |  |  |  |  |  |  |  |
|  |                                                                 |  |  |  |  |  |  |  |  |  |  |  |  |  |  |  |
|  |                                                                 |  |  |  |  |  |  |  |  |  |  |  |  |  |  |  |
|  | 27. Luisa María González de Echávarri y Fernández de la Cuesta  |  |  |  |  |  |  |  |  |  |  |  |  |  |  |  |
|  |                                                                 |  |  |  |  |  |  |  |  |  |  |  |  |  |  |  |
|  |                                                                 |  |  |  |  |  |  |  |  |  |  |  |  |  |  |  |
|  | 3. Blanca de Aragón y Carrillo de Albornoz                      |  |  |  |  |  |  |  |  |  |  |  |  |  |  |  |
|  |                                                                 |  |  |  |  |  |  |  |  |  |  |  |  |  |  |  |
|  |                                                                 |  |  |  |  |  |  |  |  |  |  |  |  |  |  |  |
|  | 28. Anastasio Carrillo de Albornoz y Arango                     |  |  |  |  |  |  |  |  |  |  |  |  |  |  |  |
|  |                                                                 |  |  |  |  |  |  |  |  |  |  |  |  |  |  |  |
|  |                                                                 |  |  |  |  |  |  |  |  |  |  |  |  |  |  |  |
|  | 14. Anastasio Carrillo de Albornoz, V marqués de Casa Torres    |  |  |  |  |  |  |  |  |  |  |  |  |  |  |  |
|  |                                                                 |  |  |  |  |  |  |  |  |  |  |  |  |  |  |  |
|  |                                                                 |  |  |  |  |  |  |  |  |  |  |  |  |  |  |  |
|  | 29. Josefa Margarita de Cárdenas y Chaves                       |  |  |  |  |  |  |  |  |  |  |  |  |  |  |  |
|  |                                                                 |  |  |  |  |  |  |  |  |  |  |  |  |  |  |  |
|  |                                                                 |  |  |  |  |  |  |  |  |  |  |  |  |  |  |  |
|  | 7. Blanca Carrillo de Albornoz, VI marquesa de Casa Torres      |  |  |  |  |  |  |  |  |  |  |  |  |  |  |  |
|  |                                                                 |  |  |  |  |  |  |  |  |  |  |  |  |  |  |  |
|  |                                                                 |  |  |  |  |  |  |  |  |  |  |  |  |  |  |  |
|  | 30. Fausto León de Elío, VII marqués de Vesolla                 |  |  |  |  |  |  |  |  |  |  |  |  |  |  |  |
|  |                                                                 |  |  |  |  |  |  |  |  |  |  |  |  |  |  |  |
|  |                                                                 |  |  |  |  |  |  |  |  |  |  |  |  |  |  |  |
|  | 15. María Micaela de Elío y Magallón                            |  |  |  |  |  |  |  |  |  |  |  |  |  |  |  |
|  |                                                                 |  |  |  |  |  |  |  |  |  |  |  |  |  |  |  |
|  |                                                                 |  |  |  |  |  |  |  |  |  |  |  |  |  |  |  |
|  | 31. María Josefa de Magallón y Campuzano                        |  |  |  |  |  |  |  |  |  |  |  |  |  |  |  |
|  |                                                                 |  |  |  |  |  |  |  |  |  |  |  |  |  |  |  |
|  |                                                                 |  |  |  |  |  |  |  |  |  |  |  |  |  |  |  |

## Filmografía parcial
- Il giudizio universale (1961)
- Adieu, Lebewohl, Goodbye (1961)
- Las cuatro noches de la luna llena (1963)
- ¡¡Arriba las mujeres!! (1964)
- Mi secretaria está loca, loca, loca (1967)
- Agáchate, que disparan (1968)
- El abogado, el alcalde y el notario (1969)
- Carola de día, Carola de noche (1969)
- El taxi de los conflictos (1969)
- Un adulterio decente (1969)
- Pierna creciente, falda menguante (1970)
- Los extremeños se tocan (1970)
- El apartamento de la tentación (1970)
- Después de los nueve meses (1970)
- Hay que educar a papá (1971)
- Nicolás y Alejandra (1971)
- Las amantes del diablo (1971)
- La folie des grandeurs (1971)
- Simón, contamos contigo (1971)
- Los novios de mi mujer (1972)
- Love and Pain and the Whole Damn Thing (1972)
- Crazy - total verrückt (1973)
- Jenaro, el de los 14 (1974)
- Matrimonio al desnudo (1974)
- Sex o no sex (1974)
- Strip-tease a la inglesa (1975)
- Pepito Piscinas (1978)